# Romain Duris
Pour les articles homonymes, voir Duris.
Romain Duris est un acteur français, né le 28 mai 1974 à Paris.
Découvert à l'âge de vingt ans grâce à un casting sauvage, il apparaît pour la première fois dans Le Péril jeune de Cédric Klapisch en 1994, qui connaît un grand succès. Il devient ensuite l'un des acteurs fétiches du réalisateur, avec qui il tournera à sept reprises, notamment comme héros de sa trilogie L'Auberge espagnole (1999-2013). Les décennies suivantes, Romain Duris s'affirme en figure régulière du cinéma français. Le comédien varie les genres : comédie (L'Auberge espagnole, L'Arnacœur, Coupez !), le drame (De battre mon cœur s'est arreté), la romance (En attendant Bojangles), l'historique (Les Trois Mousquetaires, Eiffel), faisant une apparition dans un film d’un grand réalisateur dans (Tout l’argent du monde) de Ridley Scott, ou encore la science-fiction (Le Règne animal).
Ses distinctions incluent six nominations aux César du cinéma, deux Lumières et deux Globe de Cristal.

## Biographie

### Jeunesse
Né d'un père architecte et d'une mère coloriste et danseuse, Romain Duris a une ascendance suédoise, descendant, par sa mère, du peintre suédois Alexandre Roslin (1718-1793).
Il étudie les arts appliqués, d'abord à l'ELMAD Auguste Renoir puis à l'école Duperré de 1993 à janvier 1995, mais abandonne pour se tourner vers la musique.
Il crée un groupe de jazz-funk-rap puis l'abandonne aussi. C'est un peu par hasard qu'il se tourne vers le métier d'acteur. Découvert à la sortie des cours par le directeur de casting de Cédric Klapisch, il ne voulait pas devenir acteur. En 1995, il apparaît dans le clip de Princess Erika, Faut qu'j'travaille, dans lequel il joue le rôle d'un jeune délinquant braquant des stations-service.

### Révélation (années 1990)

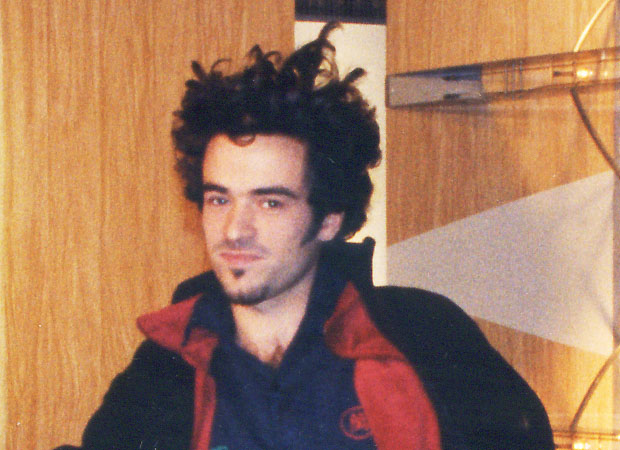
Romain Duris en novembre 1999, alors âgé de 25 ans.

Il fait ses débuts en 1994 dans le rôle de Tomasi, dans Le Péril jeune, deuxième film de Cédric Klapisch, tourné au départ pour Arte, qui voulait des téléfilms sur les années lycée. La même année, il est à l'affiche de Frères, premier long-métrage d'Olivier Dahan. Durant les années 1990, il se spécialise dans des rôles de jeunes rebelles ou de marginaux dans la veine de son rôle dans Le Péril jeune.
Il parcourt ensuite la fin des années 1990 en enchaînant les rôles de jeunes têtes brûlées. Il apparaît en 1995 dans Mémoires d'un jeune con de Patrick Aurignac, puis retrouve Cédric Klapisch l'année d'après, avec Chacun cherche son chat. Il participe ensuite à trois œuvres remarquées de l'année 1997 : Dobermann de Jan Kounen, Déjà mort d'Olivier Dahan et Gadjo dilo de Tony Gatlif, qui lui vaut une nomination en 1999 dans la catégorie du meilleur espoir masculin aux César.
En 1998, il retrouve Tony Gatlif pour Je suis né d'une cigogne, puis à nouveau Cédric Klapisch pour Peut-être avec à la clé une seconde nomination au César du meilleur espoir masculin. Enfin, il tient l'un des rôles principaux de la comédie d'action Les Kidnappeurs, de Graham Guit.

### Confirmation critique (années 2000)

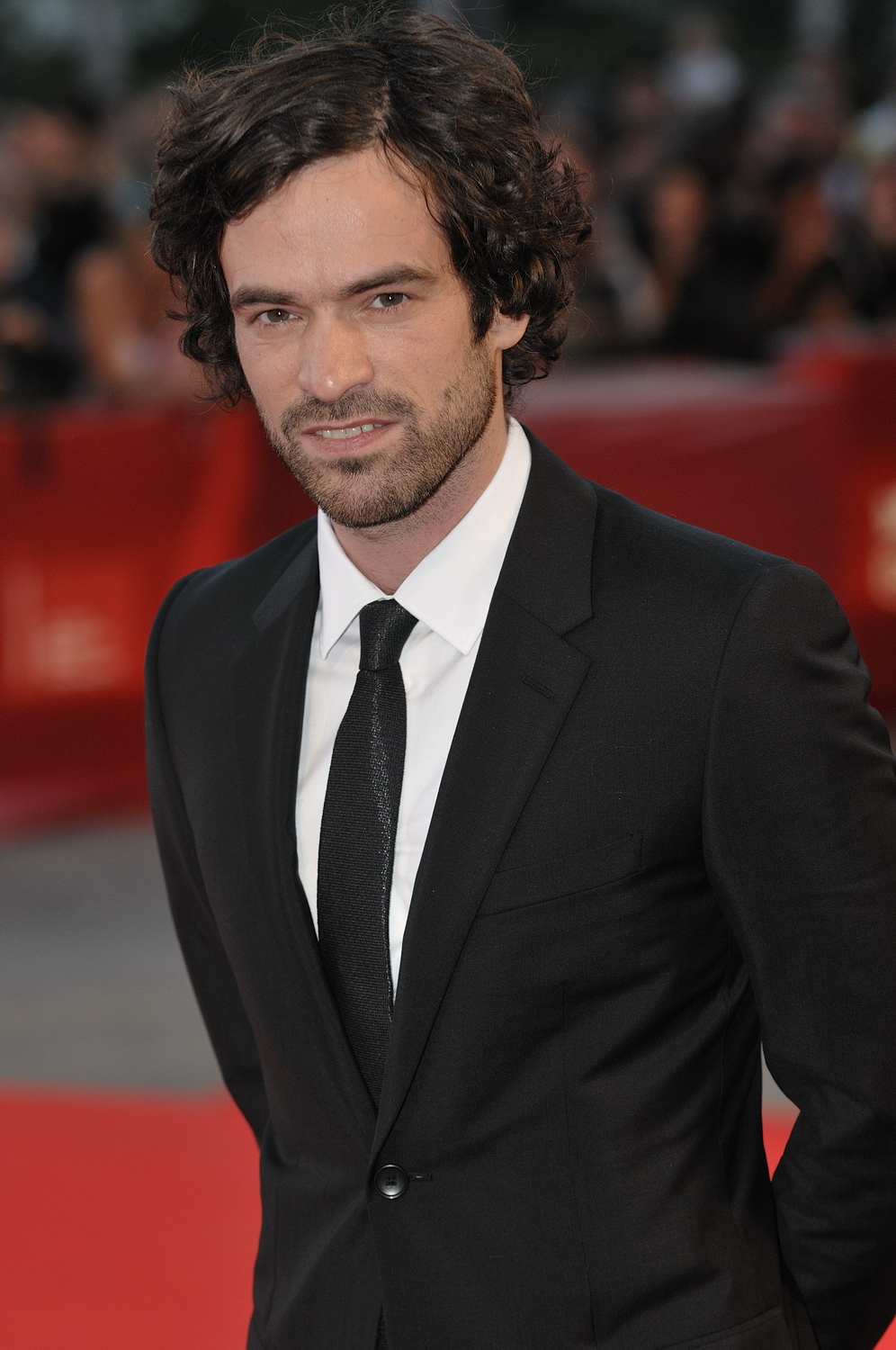
Romain Duris à la 66e Festival du Cinéma de Venise en 2009.

Les années suivantes, Romain Duris tourne dans de nombreux films. En 2001, il fait une apparition dans Le Petit Poucet d'Olivier Dahan, mais est surtout dirigé par Jean-Marc Barr dans Being Light. Puis il joue dans 17 fois Cécile Cassard de Christophe Honoré.
En 2002, il est à l'affiche de six longs métrages, qui lui permettent de collaborer avec d'autres cinéastes prestigieux : le drame Filles perdues, cheveux gras de Claude Duty, Le Divorce de l'américain James Ivory, le drame historique Adolphe de Benoît Jacquot. Il fait également partie des héros des films de bandes comme Pas si grave de Bernard Rapp et Shimkent Hotel de Charles de Meaux. Mais c'est en menant un autre film de bande qu'il confirme comme étant la nouvelle jeune star du cinéma français, avec la comédie dramatique L'Auberge espagnole de Cédric Klapisch,.
Ce succès lui permet de passer à de plus grosses productions. En 2003, il est l'un des héros de la comédie dramatique Osmose de Raphaël Fejtö et retrouve Tony Gatlif pour l'ambitieux Exils. Il prête aussi ses traits au héros de Arsène Lupin de Jean-Paul Salomé.
L'année 2005 est marquée par deux succès critiques et commerciaux : De battre mon cœur s'est arrêté de Jacques Audiard, qui lui vaut une poignée de récompenses, dont sa première nomination au César du meilleur acteur, puis Les Poupées russes, qui marque ses retrouvailles avec Cédric Klapisch.
L'année 2006 lui permet de retrouver Christophe Honoré pour Dans Paris. En 2007, il prête ses traits à une célèbre figure, Molière, de Laurent Tirard. Sa seconde collaboration avec Raphaël Fejtö prend la forme de la comédie romantique L'Âge d'homme... maintenant ou jamais !.
En 2008, le succès de Paris, comédie dramatique chorale où il joue l'un des multiples personnages, lui permet de confirmer le succès de sa collaboration avec Cédric Klapisch.

### Ascension (années 2010)

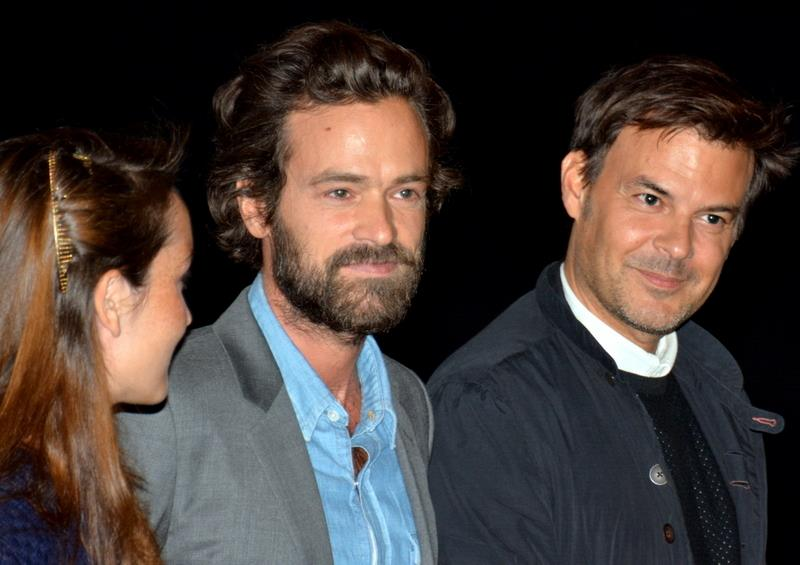
À la première dUne nouvelle amie, avec le réalisateur François Ozon.

Les années suivantes, il alterne systématiquement drame et comédie, toujours en unique tête d'affiche masculine. En 2010, il mène ainsi l'énorme succès L'Arnacœur, de Pascal Chaumeil, où il a pour partenaire Vanessa Paradis. Ce rôle lui vaut sa seconde nomination au César du meilleur acteur. Ensuite, il est le héros du thriller psychologique L'homme qui voulait vivre sa vie, d'Éric Lartigau.
En 2012, il partage l'affiche de la comédie Populaire de Régis Roinsard avec Déborah François, un joli succès critique. Puis en 2013, il a pour partenaire Audrey Tautou dans L'Écume des jours, une adaptation signée Michel Gondry. Les deux films s'exportent avec succès à travers le monde.
La même année, il retrouve Cédric Klapisch pour le troisième et dernier film de la trilogie L'Auberge Espagnole, Casse-tête chinois. Il s'agit de son septième film avec le cinéaste, qui confirme de son côté qu'il souhaitait entretenir avec l'acteur une relation comparable à celle de François Truffaut avec Jean-Pierre Léaud. Romain Duris qualifie quant à lui leur relation de « différente » de celle qu'il avait eue avec les deux autres cinéastes qui ont marqué sa carrière, Tony Gatlif et Olivier Dahan. L'acteur continue néanmoins à élargir ses horizons en étant pour la première fois dirigé par François Ozon pour le drame psychologique Une nouvelle amie, qui ne convainc pas commercialement lors de sa sortie en 2014. Sa performance complexe est néanmoins saluée par sa troisième nomination au César du meilleur acteur.
En 2016, il est à l'affiche d'Un petit boulot, seconde collaboration avec Pascal Chaumeil, et du drame historique Cessez-le-feu, écrit et réalisé par Emmanuel Courcol. L'année suivante, il enchaîne les performances très différentes. Il joue un kidnappeur dans la grosse production américaine Tout l'argent du monde, réalisé par Ridley Scott Puis il joue un proviseur très décalé dans la comédie expérimentale française Madame Hyde de Serge Bozon. En 2018, il est le héros du film fantastique français Dans la brume, de Daniel Roby.

### Succès commerciaux (années 2020)
La décennie 2020 est signe d'un nouveau départ dans la carrière de Romain Duris. L'acteur fait un retour en force avec de nombreux projets originaux. Il commence l'année en jouant l'inventeur Gustave Eiffel dans la romance semi-biographique Eiffel réalisée par Martin Bourboulon, centrée sur la construction de la tour Eiffel. Il y donne la réplique à l'actrice franco-britannique Emma Mackey. Le film est sujet à controverse en raison de la romance entre le personnage historique de Romain Duris et celui d'Emma Mackey, de la différence d'âge entre les deux acteurs ou encore des discussions internes entre la scénariste Caroline Bongrand et le réalisateur. Lors de sa sortie en salles, Eiffel reçoit des critiques mitigées de la part de la presse mais se hisse à la première place du box-office français avec 1,464 million d'entrées en salles.
Il est ensuite la tête d'affiche de l'adaptation cinématographique du roman En attendant Bojangles réalisé par Régis Roinsard avec qui il avait déjà tourné Populaire en 2011. Il joue le mari de l'actrice franco-belge Virginie Efira. Tourné entre Paris et la Côte d'Azur, son rôle lui permet de renouer avec des films plus populaires. L'acteur reçoit des critiques élogieuses quant à sa performance et son couple formé avec Virginie Efira est vivement acclamé. Il rejoint ensuite la prestigieuse distribution de la comédie horrifique Coupez ! de Michel Hazanavicus présentée en ouverture du 75e Festival de Cannes. Il y partage l'affiche avec Bérénice Bejo et retrouve son compère Grégory Gadebois. Le film prend la tête du box-office français dès sa première semaine avant de descendre à la sixième place. Les retours sont dans l'ensemble positifs et le film se voit même nommé pour deux César.
En 2023, il retrouve son nouveau réalisateur fétiche Martin Bourboulon sur le tournage du diptyque Les Trois Mousquetaires, où il reprend le rôle d'Aramis aux côtés de François Civil, Vincent Cassel, Eva Green, Louis Garrel et Pio Marmaï.

### Vie privée
À la suite du tournage du Péril Jeune, Romain Duris est en couple avec Élodie Bouchez pendant environ cinq ans. Puis il se met en couple avec l'actrice Olivia Bonamy, avec laquelle il a deux fils,.
Romain Duris a un frère, François, designer chez Citroën et Peugeot et qui a travaillé sur le film L'Écume des jours. Il est actuellement manager du design de Huawei.
Sa sœur, la pianiste Caroline Duris, a participé à la bande originale du film De battre mon cœur s'est arrêté, dans lequel il joue le rôle de Thomas Seyr. Elle fait également une apparition dans le film L'Arnacœur.
Il est officier de l'ordre des Arts et des Lettres.
En septembre 2018, à la suite de la démission de Nicolas Hulot, il signe avec Juliette Binoche la tribune contre le réchauffement climatique intitulée « Le plus grand défi de l'histoire de l'humanité », qui paraît en une du journal Le Monde, avec pour titre « L'appel de 200 personnalités pour sauver la planète ».

## Filmographie

### Cinéma

#### Années 1990
- 1994 : Le Péril jeune de Cédric Klapisch : Tomasi
- 1995 : Faut qu'j'travaille, clip de Princess Erika, réalisé par Olivier Dahan
- 1995 : Mémoires d'un jeune con de Patrick Aurignac : Luc
- 1996 : Chacun cherche son chat de Cédric Klapisch : le batteur
- 1996 : 56 fois par semaine (court métrage) de Raphaël Fejtö
- 1997 : Dobermann de Jan Kounen : Manu
- 1997 : Gadjo dilo de Tony Gatlif : Stéphane
- 1997 : Déjà mort d'Olivier Dahan : Romain
- 1998 : Je suis né d'une cigogne de Tony Gatlif : Otto
- 1998 : Les Kidnappeurs de Graham Guit : Zéro
- 1999 : Peut-être de Cédric Klapisch : Arthur

#### Années 2000
- 2001 : Le Petit Poucet d'Olivier Dahan : un garde de la reine
- 2001 : Being Light de Jean-Marc Barr : Maxime Lecocq
- 2001 : 17 fois Cécile Cassard de Christophe Honoré : Matthieu
- 2001 : CQ de Roman Coppola : le réalisateur hippie
- 2002 : Filles perdues, cheveux gras de Claude Duty : Mathieu
- 2002 : Adolphe de Benoît Jacquot : d'Erfeuil
- 2002 : Pas si grave de Bernard Rapp : Léo
- 2002 : Shimkent Hotel de Charles de Meaux : Romain
- 2002 : L'Auberge espagnole de Cédric Klapisch : Xavier Rousseau
- 2002 : Le Divorce de James Ivory : Yves
- 2003 : Les Clefs de bagnole de Laurent Baffie (apparition)
- 2003 : Osmose de Raphaël Fejtö : Rémi
- 2004 : Exils de Tony Gatlif : Zano
- 2004 : Arsène Lupin de Jean-Paul Salomé : Arsène Lupin
- 2005 : De battre mon cœur s'est arrêté de Jacques Audiard : Tom
- 2005 : Les Poupées russes de Cédric Klapisch : Xavier Rousseau
- 2006 : Dans Paris de Christophe Honoré : Paul
- 2007 : Molière de Laurent Tirard : Molière
- 2007 : L'Âge d'homme... maintenant ou jamais ! de Raphaël Fejtö : Samuel / Léonard de Vinci
- 2008 : Paris de Cédric Klapisch : Pierre
- 2008 : Et après de Gilles Bourdos : Nathan Del Amico
- 2009 : Persécution de Patrice Chéreau : Daniel

#### Années 2010
- 2010 : L'Arnacœur de Pascal Chaumeil : Alex Lippi
- 2010 : L'homme qui voulait vivre sa vie d'Éric Lartigau : Paul Exben
- 2012 : Populaire de Régis Roinsard : Louis Echard
- 2013 : L'Écume des jours de Michel Gondry : Colin
- 2013 : Casse-tête chinois de Cédric Klapisch : Xavier Rousseau
- 2014 : Une nouvelle amie de François Ozon : David
- 2016 : Un petit boulot de Pascal Chaumeil : Jacques
- 2016 : Iris de Jalil Lespert : Max
- 2016 : La Confession de Nicolas Boukhrief : Père Léon Morin
- 2016 : Cessez-le-feu d'Emmanuel Courcol : Georges Laffont
- 2017 : Tout l'argent du monde (All the Money in the World) de Ridley Scott : Cinquanta
- 2017 : Madame Hyde de Serge Bozon : le proviseur
- 2018 : Dans la brume de Daniel Roby : Mathieu
- 2018 : Fleuve noir d'Érick Zonca : Yann Bellaile
- 2018 : Nos batailles de Guillaume Senez : Olivier
- 2019 : Le Déserteur de Maxime Giroux : Lester
- 2019 : Le Regard de Charles de Marc di Domenico : voix de Charles Aznavour (narration)

#### Années 2020
- 2021 : Eiffel de Martin Bourboulon : Gustave Eiffel
- 2021 : En attendant Bojangles de Régis Roinsard : Georges
- 2022 : Coupez ! de Michel Hazanavicius : Rémi
- 2023 : Les Trois Mousquetaires : D'Artagnan de Martin Bourboulon : Aramis
- 2023 : Les Trois Mousquetaires : Milady de Martin Bourboulon : Aramis
- 2023 : Le Règne animal de Thomas Cailley : François
- 2023 : Daaaaaalí ! de Quentin Dupieux : Jérôme
- 2024 : La nuit se traîne de Michiel Blanchart : Yannick
- 2024 : Une part manquante de Guillaume Senez : Jay
- 2025 : Rembrandt de Pierre Schoeller : Yves
- 2025 : L'Affaire de l'esclave Furcy d'Abd al Malik : Procureur général Boucher
- 2025 : Chien 51 de Cédric Jimenez

### Télévision
- 1994 : Frères (téléfilm) d'Olivier Dahan : Marco
- 2015 : Démons (téléfilm) de Marcial Di Fonzo Bo : Franck
- 2019 : Vernon Subutex (série télévisée) de Cathy Verney : Vernon Subutex
- 2023 : Salade grecque (série télévisée) de Cédric Klapisch : Xavier Rousseau

### Doublage
- 2010 : Raiponce (Tangled) de Byron Howard et Nathan Greno : Flynn Rider[22] (voix française)
- 2018 : L'Île aux chiens (Isle of Dogs) de Wes Anderson : Rex[23] (voix française)
- 2021 : Charlotte de Charlotte Salomon : Alfred Wolfsohn[24] (voix française)

## Théâtre

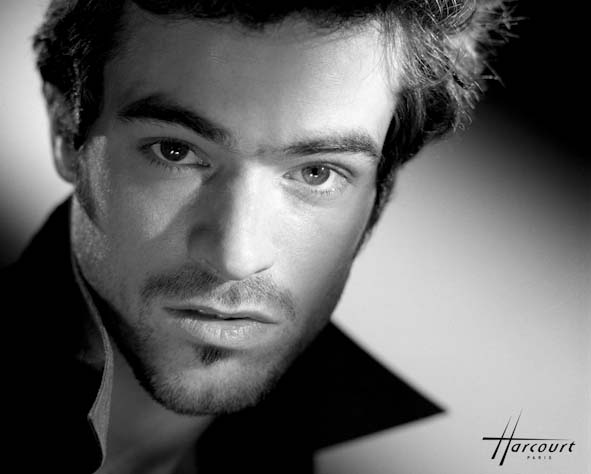
Romain Duris par le Studio Harcourt en 1999.

- 1995 : Grande École de Jean-Marie Besset, mise en scène Patrice Kerbrat, Théâtre 14 Jean-Marie Serreau
- 2010 : La Nuit juste avant les forêts de Bernard-Marie Koltès, mise en scène Patrice Chéreau et Thierry Thieû Niang, Centre national de création et de diffusion culturelles de Châteauvallon, Comédie de Valence, Maison de la Culture de Nevers et de la Nièvre, Musée du Louvre
- 2011 : La Nuit juste avant les forêts de Bernard-Marie Koltès, mise en scène Patrice Chéreau et Thierry Thieû Niang, Théâtre de l'Atelier
- 2015 : Démons de Lars Noren, mise en scène Marcial Di Fonzo Bo, Théâtre du Rond-Point[25]

## Publications
- Pulp, dessins de Romain Duris, Éditions Textuel, 2017, qui fait l'objet d'une exposition à Paris[26].
- Féroce, dessins de Romain Duris, Éditions Noeve, 2019, qui fait l'objet d'une exposition à Paris[27].

## Distinctions

### Décoration
- Officier de l'ordre des Arts et des Lettres

### Récompenses
- Lumières 2000 : Lumière de la révélation masculine pour Peut-être
- Étoiles d'or du cinéma français 2006 : Étoile d'or du premier rôle masculin pour De battre mon cœur s'est arrêté
- Globes de cristal 2006 : meilleur acteur pour De battre mon cœur s'est arrêté
- Globes de cristal 2008 : meilleur acteur pour Molière
- Lumières 2006 : Lumière du meilleur acteur pour De battre mon cœur s'est arrêté
- Courmayeur Noir in Festival 2016 : Noir in Festival : Prix d'interprétation pour Iris[28].

### Nominations
- César :

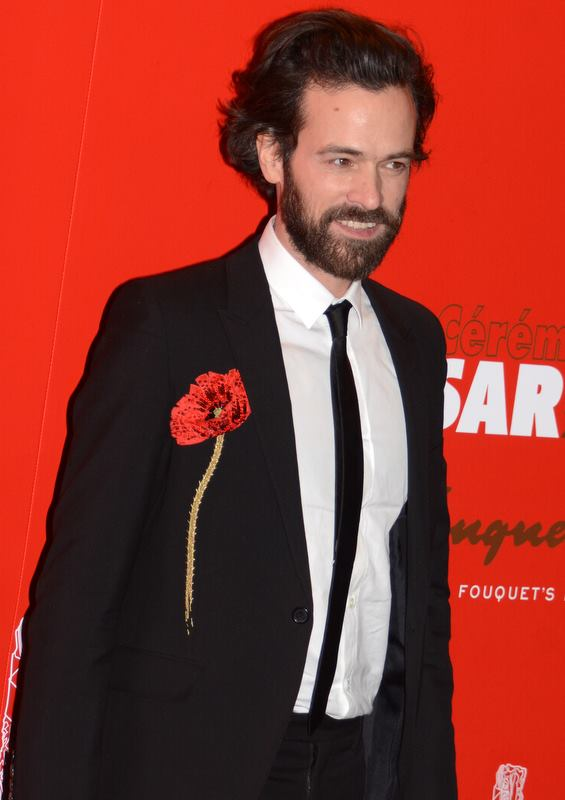
Romain Duris aux César 2015.

  - 1999 : César du meilleur espoir masculin pour Gadjo dilo
  - 2000 : César du meilleur espoir masculin pour Peut-être
  - 2006 : César du meilleur acteur pour De battre mon cœur s'est arrêté
  - 2011 : César du meilleur acteur pour L'Arnacœur
  - 2015 : César du meilleur acteur pour Une nouvelle amie
  - 2019 : César du meilleur acteur pour Nos batailles
  - 2024 : César du meilleur acteur pour Le Règne animal
- Globes de cristal 2019 : Globe de cristal du meilleur acteur pour Nos batailles
- Prix du cinéma européen 2005 : Prix du cinéma européen du meilleur acteur pour De battre mon cœur s'est arrêté
- Lumières de la presse internationale :
  - 2014 : Lumière du meilleur acteur pour L'Écume des jours
  - 2015 : Lumière du meilleur acteur pour Une nouvelle amie
  - 2019 : Lumière du meilleur acteur pour Nos batailles
- Satellite Awards 2010 : Satellite Award du meilleur acteur pour L'Arnacœur[29]